# Йечхон
Йечхо́н (кор. 예천군?, 醴泉郡?, Yecheon-gun) — уезд в провинции Кёнсан-Пукто, Южная Корея.

## История
Человеческие поселения существовали в Йечхоне начиная с каменного века. Сейчас в черте города расположено около 110 дольменов и 60 менгиров. Особенно много их насчитывается в районах Сангымгонни и Йонмунмён. В эпоху трёх государств местность, которую сейчас занимает Йечхон, принадлежала королевству Силла и называлась Суджухён (район Суджу). В 757 году н. э. здесь был образован уезд Йечхон. В эпоху династии Корё (в 936 году) Йечхон был переименован в Поджу, затем, в 983 году название сменилось на Янъян, а в 995 году — на Чхонха. В 1018 году после административной реформы местность стала частью уезда Йонджун. В 1172 году был построен буддийский храм Ёнмунса, а перед ним — резиденция кронпринца. 
В эпоху Чосон, в 1413 году был вновь создан уезд Поджу, который был окончательно переименован в Йечхон в 1896 году. В XX веке уезд пережил упадок, потеряв две трети населения во второй половине века.

## География
Йечхон расположен на севере провинции Кёнсан-Пукто. На востоке граничит с Йонджу и Андоном, на западе — с Мунгёном, на юге — с Ыйсоном и Таняном, на севере — с провинцией Чхунчхон-Пукто. Крайние точки (в скобках указан административный район города): северная — 36° 51′ с.ш. (Санлимён), южная — 36° 27′ с.ш. (Пунъянмён), восточная — 128° 37′ в.д. (Помунмён), западная — 128° 15′ в.д. (Пунъянмён).
На западе уезда ландшафт сформирован горным хребтом Собэксан, на востоке ландшафт преимущественно равнинный. Крупнейшие реки, протекающие по территории Йечхона — Нактонган и Нэсончхон.
Климат уезда муссонный, среднегодовая температура — 12,2С, годовое количество осадков — 1222 мм.

## Транспорт
Транспорт в уезде относительно слабо развит. Через Йечхон проходит только одна крупная автомагистраль — автодорога Чунъан.

## Культура
Главные культурные события Йечхона:
- Ежегодный Йечхонский фестиваль — проходит каждый год в октябре, включает в себя факельное шествие, выступление фольклорных музыкальных и танцевальных коллективов, шоу фейерверков.
- Фестиваль песни Ариран — проходит каждый год с мая по июнь. Фестиваль посвящён корейской национальной песенной традиции.

## Туризм и достопримечательности
На территории уезда сохранилось множество памятников древности, многие из которых были открыты муниципальными властями для посещения туристами. Среди этих достопримечательностей:
- Ёнмунса — один из древнейших буддийских храмов на территории страны. Расположен в районе Йонмунмён. По легенде, храм был основан странствующим буддийским монахов Тувун-дэса в 870 году. Старейшая деревянная постройка на территории храма, павильон Тэджанджон, был создан в 1173 году. В храме хранятся древние манускрипты, а многие объекты входят в список Национальных сокровищ.
- Кымдансиль — сохранившаяся до наших дней традиционная корейская деревня в Йонмунмёне. Во время династии Чосон сюда планировалось перенести столицу государства.
- Древние буддийские храмы Мёнбонса, Помунса и Чончхунса.
- Крепостная стена на горе Хыгын длиной около 2 км. Во времена династии Корё эта стена была возведена вокруг военной крепости, развалины которой сохранились до наших дней.

Природные достопримечательности уезда включают:
- Хварёнпхо — остров на реке с белоснежными пляжами.
- Парк Каосиль Субён — находится в районе Кэпхомён.
- Парк лотосов Сантхэк — находится в районе Йонгунмён.

## Символы
Йечхон имеет следующие символы:
- Дерево: гингко
- Цветок: магнолия
- Птица: орёл
- Маскот: Тоходжа — персонаж, упоминаемый в книге, описывающей моральные устои людей средневекового Чосона. Этот персонаж призван символизировать благородство жителей Йечхона.